# Uspomene jednog neženje
Uspomene jednog neženje (šp. Memorias de un solterón) je roman španske spisateljice Emilije Pardo Basan (1851-1921) iz 1896. godine. Ovo delo je doprinelo razvoju feminstičke svesti Španije krajem 19. i početkom 20. veka. Cilj Pardo Basan je bio da u svom delu predstavi tadašnje špansko društvo u kome su preovladavala stereotipna razmišljanja o ulozi žene. Kroz ovo delo Emilija se bavi ženskim pravima i tradicionalnim okovima koji sprečavaju žensku emancipaciju i njen napredak.
Emilija Pardo Basan je kroz istoriju predstavljana kao nezavisna umetnica sa kritičkim pogledom na društvo. Iako samouka, insistirala je na sistemu koji će ženi dati pravo mesto u svetu obrazovanja bez diskriminacije i predrasuda. Zato ovo ideološko delo često nazivaju manifestom ženske slobode.

### Radnja
Radnja romana je smeštena u Marinedi, provincijskom gradu u Galisiji, devedesetih godina 19. veka. Marineda je predstavljena kao sredina u kojoj vladaju propisana društvena pravila i svako ko odstupa od njih biva osuđivan. Roman prati živote Maura Parehe i porodice Nejra koji se svojim životnim stavovima suprostavljaju društvenim normama.
Mauro Pareha je samac, mirnog i uređenog života. Živi u pansionu sa svojim mačkom i kućepaziteljkom, Donja Konsuelom. Njegov veliki prijatelj je Benisio Nejra, posvećen porodici i vaspitanju dece. Nejra ima jedanaest prelepih ćerki. Tri ćerke su u romanu svojim složenim karakterima dobile najveću pažnju i upravo poređenjem njihovih ličnosti Pardo Basan prikazuje koliko se ženske težnje, očekivanja i želje mogu razlikovati. Rosa, mlada devojka zanosne lepote, životni smisao vidi u bogatstvu. Predstavljena je kao rasipnica koja bi potrošila i poslednji očev dinar radi užitka. Argos je hirovita zavodnica neuravnoteženog temperamenta i ćudljive naravi koju je teško dokučiti. Treća sestra, Feita, ujedno i lik kroz koji je spisateljica prikazala svoje feminističke težnje, je ekscentrična, hrabra i ima drugačije ciljeve od ostalih marinedskih gospođica. Život Maura Parehe je u direktnoj vezi sa životima ovih devojaka, ne samo zbog prijateljstva sa njihovim ocem, već i zbog odnosa sa jednom od njih. Naime, uprkos svojoj racionalnosti i pragmatičnosti, večiti neženja se zaljubljuje u najmlađu Feitu.

### Život Maura Parehe
Mauro Pareha je predstavljen kao večiti neženja. On je uspeo da zaobiđe stereotipe i oblikovao je život prema sopstvenim uverenjima. Karakterističan je po tome što nije posvećen stvaranju porodice, već uživanju koje donosi samački život. Ostaje dosledan svojoj rutini i uspešno izbegava sve što bi moglo da je naruši. Suprotno mišljenju većine, on veruje da bi mu život u braku doneo više patnje nego sreće. Vremenom bi se uzbudljiva romansa pretvorila u naviku, a radost zbog dece u obaveze kojima nije dorastao. Pareha slepo veruje u svoju ideju braka, u kome bi žena uvek volela drugog i time vređala njegov muški ponos. Potvrdu svojih načela nalazi u primerima iz sredine u kojoj živi. U Marinedi, gradu previše malom i rigidnom, Maurova shvatanja ne mogu da pronađu svoje mesto, osude sugrađana nisu mu strane i svakodnevno se suočava sa njima. Naposletku, Parehinu mirnu stvarnost razbija mlada, ekstravagantna buntovnica, Fe, kćerka njegovog prijatelja Neire.

### Lik Feite
Feita (šp. fe-vera) je devojka širokih shvatanja koja se jasnim principima I čvrstim stavovima suprotstavlja prizemnim razmišljanjima stanovnika Marinede. Daleko ispred svog vremena, u kome se ženski glas nije čuo, a jedina svrha gospođica bila je da se uda i rodi decu. Feita je ekstravagantna, želi da se obrazuje i obezbedi svoje mesto u društvu. Nepomirljiva sa stvarnošću u kojoj se našla i izazvana nemoralnim postupcima svojih sestara, mlada Feita istrajna je u borbi da ostvari svoju svrhu na drugačiji način. Željna je učenja i samostalnosti, slobodu traži u svim aspektima svog života pa tako odlučuje da ostane neudata. Teži ka tome da bude nezavisna i samosvesna devojka. Ne dozvoljava da joj društvo nameće pravila koja bi od nje napravila poslušnu suprugu bogatog i uvaženog pripadnika buržuazije i brižnu majku petoro dece. Svoj bunt izražava i fizičkim izgledom, potpuno atipičnim i neprihvatljivim za jednu mladu damu, neugledne je spoljašnjosti i često je nazivaju zapuštenom. Feita je devojka koja ima visoke cijeve i ambicije koje su bile van okvira konzervativnog društva. Ona je simbol feminizma tog doba, a spisateljica kroz njen lik naglašava potrebu za emancipacijom žena.

### Sporedni likovi
- Rosa - jedna od Don Benisijevih ćerki, potpuno opsednuta odećom, sređivanjem i ulepšavanjem, što za nju predstavlja smisao života. Cilj joj je da svojim izgledom očara stanovnike Marinede. Ona je diktirala modu, pa su je samim tim mnogi kritikovali i oponašali. Bila je nestvarno lepa i znala je da iznese odeću na pravi način, makar na sebi imala običnu i najjeftiniju. Iako je trosila mnogo novca na odeću, njen otac to nikada nije hteo da prizna drugima.
- Don Benisio Nejra - on je svakako lik u romanu koji najviše pati. Iako požrtvovan otac dvanaestoro dece, od kojih su jedanaest ćerke, on u sebi nema žara a ni volje da se suprotstavi bilo kome a pogotovo ne nezahvalnim kćerima. Na samom kraju dela, Nejra će učiniti nešto sasvim neočekivano I nepredviđeno što će u šoku ostaviti, ne samo njega, nego i ostale junake ove intrigantne priče.
- Primo Kova - veseli spletkaroš po čijem je mišljenju ogovaranje hleb za dušu. Kova je ujedno i najbolji izveštač Maura Parehe. On će pre Maura uvideti Feitine vrline i njenu unutarnju lepotu pa će je, shodno tome, podržavati u svemu. Iako njegov lik nije presudan za tok romana, delom utiče na Parehu jer mu je upravo on neretko bio jedino društvo.
- Luis Mehija - Čovek srednjeg rasta, vitak, šarmantan. Uvek se oblačio veoma gospodski i kako dolikuje. Naizgled se činio ozbiljan, ali je ustvari ismevao sve i svakoga oko sebe.
- Donja Konsola - Ima ozbiljno tamno lice,ravnu kosu i uvek govori mirnim tonom. Ona je bila jedna od onih sluškinja, kod kojih ljubav prema gospodaru tajanstveno prelaze u fizičke karakteristike, te prouzrokuju izrazitu sličnost, ne samo fizičku već i pokrete i gestikulacije..
- Argos - Pravo ime joj je Marija Ramone, a svi je zovu ' Božanska Argos '.Godinama unazad nije izlazila iz crkve i ispovedaonice. A sada je otišla u drugu krajnost, misli samo na ljubavne prepiske i romanse.

## Spoljašnje veze
- Memorias de un solterón
- Emilija Pardo Basan